# 侯封
侯封（?—?），中国西汉大臣，汉朝早期的酷吏，大约生活在吕后时期。《史记》说他“刻轹宗室，侵辱功臣”。诸吕被杀，侯封之家也族灭。
雍正八年庚戌科赐同进士出身亦有人名侯封。

## 延伸阅读
[在维基数据编辑]
 《史記/卷122》，出自司馬遷《史記》